# Der König im Bade

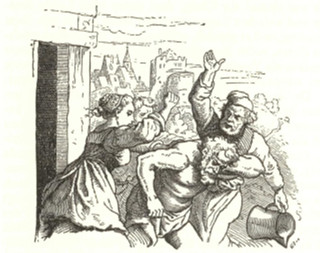
Holzschnitt, Ludwig Richter

Der König im Bade ist ein Märchen (AaTh 757). Es steht in Ludwig Bechsteins Deutsches Märchenbuch an Stelle 33 (1845 Nr. 40) und stammt aus Joseph von Laßbergs Liedersaal von 1820–25 (Bd. 2, Nr. 147).

## Inhalt

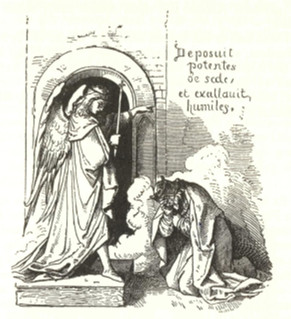
Holzschnitt, Ludwig Richter

Ein stolzer König hört in der Kirche, dass Gott die Mächtigen vom Thron wirft, das lässt er aus allen Büchern tilgen. Als er einmal badet, nimmt ein Engel statt ihm seine Gestalt an. Der Bader wirft den König hinaus, alle verlachen den Nackten. Nur sein Schenk kleidet ihn und führt ihn vor den Thron. Der König bereut, und der Engel gibt ihm seine Gestalt wieder.

## Herkunft
Bechstein nennt die Quelle, ein „altdeutsches Gedicht“ des 14. Jahrhunderts in Laßbergs Liedersaal. Erwähntes Bibelwort „Deposuit potentes de sede et exaltavit humiles“ (Er stößt die Gewaltigen vom Stuhl und erhebt die Elenden) steht im Magnificat (Lk 1,52 ). Der Schenk ist hier Barmherziger Samariter. Thematisch ähnlich sind Bechsteins Des Königs Münster, Andersens Des Kaisers neue Kleider.
Laßberg beruft sich bei dem Gedicht auf Codex von Kolocza Nr. CXIV, Codex palatinus Nr. CCCXLL und andere. Es meine vielleicht Friedrich II, dem man oft Hoffart zur Last gelegt habe.